# Pôle Métiers du livre
Le Pôle Métiers du livre de Saint-Cloud regroupe 3 entités depuis 1999 : un département d'IUT, l'UFR Sitec Métiers du livre, Médiadix. Il est rattaché à l'Université Paris-Nanterre. 

## Bibliothèque
Le bâtiment compte deux étages avec plusieurs salles de cours ainsi qu’une bibliothèque, ouverte aux étudiants des filières métiers du livre, mais aussi à l’ensemble des bibliothécaires y suivant des formations. 
La principale originalité de cette bibliothèque tient sans doute par la diversité de ses publics et la composition des collections : un fonds professionnel, dans le domaine des bibliothèques mais aussi des autres métiers du livre (édition, librairie).
En plus de ses deux étages de salles de cours, le bâtiment abrite l'amphithéâtre Annie-Béthery, ainsi baptisé en l'honneur de la fondatrice de Médiadix (Centre régional de formation aux carrières des bibliothèques). Conservateur des bibliothèques, Annie Béthery a contribué à la création du Pôle Métiers du Livre.

## Département InfoCom de l'IUT
Né à la rentrée 1992, le département Info-com option Métiers du livre est étroitement lié aux deux autres institutions du pôle Métiers du livre.
Le B.U.T Information-Communication est un Bachelor Universitaire et Technologique qui forme en 3 ans aux métiers du livre : bibliothèque, édition et librairie dans un IUT (Institut Universitaire de Technologie).

## Master Métiers du livre de l'UFR SITEC
Le parcours Bibliothèques du master Métiers du livre et de l'édition propose, sur deux ans, une formation complète, à la fois théorique et pratique, au monde du livre et aux fondamentaux des métiers des bibliothèques, dans une perspective de stratégie.

## Médiadix
Médiadix trouve son origine dans un centre de préparation au Certificat d'Aptitude aux Fonctions de Bibliothécaires (CAFB), créé en 1987 sur le site de l'université de Paris X -Nanterre à laquelle il est fonctionnellement rattaché.
C'est un service commun de l’Université Paris-Nanterre. Il fait partie du réseau des 12 centres régionaux de formation aux carrières des bibliothèques (CRFCB) sous la tutelle du ministère de l’enseignement supérieur et de la recherche (MESR). Médiadix exerce son activité sur la région Île-de-France.
Le centre remplit trois missions fondamentales :
- informer sur les métiers des bibliothèques et de la documentation ;
- préparer aux concours de recrutement aux emplois des bibliothèques appartenant à la fonction publique ;
- former en continu les personnes déjà en poste.

Un des atouts de Médiadix réside et a résidé dès ses débuts dans la formation à distance qu’elle offre, entre autres, aux personnels d’outre-mer.